# La rosa roja
La rosa roja es una película española de 1960 dirigida por Carlos Serrano de Osma. La dirección de arte estuvo a cargo de Santiago Ontañón, y el futuro director de fotografía Hans Burmann se desempeñó como foquista en la película. Es la última película de Serrano de Osma. Es una de las varias películas musicales que estuvieron en boga en España a fines de la década de los años 1950.

## Argumento
La película cuenta la historia de Dolores Parral, alias La Parrala, cantaora de flamenco del siglo XIX, quien intenta ganarse la vida como cantante y de ella se enamoran dos hombres: José Manuel y un joven hacendado.

## Reparto
- Mikaela como Dolores Parral 'La Parrala'.
- Luis Peña como Antonio 'El Nebrijano'.
- Conrado San Martín como José Manuel.